# ایست گلنویل (نیویورک)
ایست گلنویل (به انگلیسی: East Glenville) یک منطقهٔ مسکونی در ایالات متحده آمریکا است که در شهرستان اسکنکتدی، نیویورک واقع شده‌است. ایست گلنویل ۱۹٫۴ کیلومتر مربع مساحت و ۶٬۶۱۶ نفر جمعیت دارد و ۱۱۰ متر بالاتر از سطح دریا واقع شده‌است.